# 央然康日峰
央然康日峰，又作央然崗日峰，是喜馬拉雅山脈支脈伽內什山段的最高峰，海拔7422公尺，地處中國西藏日喀則市吉隆縣吉隆鎮，以及尼泊爾甘達基省廓爾喀縣達爾切鄉的交界。該山為一座三叉峰，稜線東接普擁峰，南連扎拉松果峰，北經數座海拔逾5000公尺的無名峰，連通朗勃康日。其與扎拉松果峰之間的山區存在大片冰川，是為桑青河源頭，藏族聚落央然亦位於此，「央然康日」之名由此而來。
1950年代先後有紐西蘭與日本的登山隊嘗試攀登央然康日峰的西北壁，然均未果。1956年秋季，由登山家雷蒙·蘭伯特帶領的15人登山隊前往央然康日峰南壁探勘，蘭伯特後來與其中兩位隊員——克蘿德．科根及艾瑞克·高沙（Eric Gauchat），於該年10月24日成功登上央然康日峰，創下該山首次登頂記錄；然而，高沙隨後在返程途中意外墜落身亡。此後，僅有屈指可數的登山者試圖攀登央然康日峰，且再無成功登頂者。